# فرود و فراز سوزان لنوکس
فرود و فراز سوزان لِنوکس (انگلیسی: Susan Lenox) فیلمی آمریکایی در سبک درام به کارگردانی رابرت زی. لنرد است که در سال ۱۹۳۱ منتشر شد.

## بازیگران
- گرتا گاربو
- کلارک گیبل
- ژان هرشولت
- آلن هیل
- راسل سیمپسون
- ایان کیت
- سیسیل کانینگهام
- جان میلجان